# Унтернисканйоки
Унтернисканйоки (фин. Unterniskanjoki) также известная как Унтерниска — река на территории Финляндии и России, протекает по Южной Финляндии и Выборгскому району Ленинградской области. Длина российской части — 9 км.

## География и гидрология
Исток реки находится на территории Финляндии, верхнее её течение называется Салойоки фин. Salojoki, оно берёт начало из озера Иммаланъярви.
В городе Светогорске она впадает по левому берегу в Вуоксу, на 141 км от устья последней. Российская части реки имеет протяжённость 9 км.
В водах реки превышение предельно допустимых концентраций тяжелых металлов в 9,4 раз. Комплексный показатель загрязнённости УКИЗВ 4,25, по этому показателю она относится к четвёртому «а» классу: «грязные».

## Данные водного реестра
По данным государственного водного реестра России относится к Балтийскому бассейновому округу, водохозяйственный участок реки — Водные объекты бассейна оз. Ладожское без рр. Волхов, Свирь и Сясь, речной подбассейн реки — Нева и реки бассейна Ладожского озера (без подбассейна Свирь и Волхов, российская часть бассейнов). Относится к речному бассейну реки Нева (включая бассейны рек Онежского и Ладожского озера). Код объекта в государственном водном реестре — 01040300212102000009461.